# Premi Platino a la millor direcció de muntatge
El Premi Platino a la millor direcció de muntatge és lliurat anualment, des de la segona edició dels premis en 2015, per la Entitat de Gestió de Drets dels Productors Audiovisuals (EGEDA), la Federació Iberoamericana de Productors Cinematogràfics i Audiovisuals (FIPCA) i les acadèmies de cinema iberoamericanes. Poden optar a aquesta categoria els "editors-muntadors (directors de l'ordenació del material ja filmat)".

## Guanyadors i finalistes
Indica la pel·lícula guanyadora en cada edició.

### 2010s
| Edició                              | Pel·lícula                  | Direcció de muntatge                      | Ref.   |
| ----------------------------------- | --------------------------- | ----------------------------------------- | ------ |
| 2015 II edició dels Premis Platino  | Relatos salvajes            | Damián Szifron, Pablo Barbieri            | [ 2 ]  |
| 2015 II edició dels Premis Platino  | Conducta                    | Pedro Suárez                              | [ 3 ]  |
| 2015 II edició dels Premis Platino  | La isla mínima              | José M. G. Moyano                         | [ 3 ]  |
| 2015 II edició dels Premis Platino  | Mr. Kaplan                  | Nacho Ruiz Capillas                       | [ 3 ]  |
| 2015 II edició dels Premis Platino  | Pelo malo                   | Marité Ugas                               | [ 3 ]  |
| 2016 III edició dels Premis Platino | El abrazo de la serpiente   | Etienne Boussac, Cristina Gallego         | [ 4 ]  |
| 2016 III edició dels Premis Platino | El Clan                     | Pablo Trapero, Alejandro Carrillo Penovi  | [ 5 ]  |
| 2016 III edició dels Premis Platino | El desconocido              | Jorge Coira                               | [ 5 ]  |
| 2016 III edició dels Premis Platino | Ixcanul                     | César Díaz                                | [ 5 ]  |
| 2016 III edició dels Premis Platino | Magallanes                  | Eric Williams                             | [ 5 ]  |
| 2017 IV edició dels Premis Platino  | Un monstre em ve a veure    | Jaume Martí, Bernat Vilaplana             | [ 6 ]  |
| 2017 IV edició dels Premis Platino  | Desde allá                  | Isabela Monteiro de Castro                | [ 7 ]  |
| 2017 IV edició dels Premis Platino  | La delgada línea amarilla   | Jorge Arturo García                       | [ 7 ]  |
| 2017 IV edició dels Premis Platino  | Que Dios nos perdone        | Alberto del Campo, Fernando Franco García | [ 7 ]  |
| 2017 IV edició dels Premis Platino  | Sin muertos no hay carnaval | Sebastián Cordero, Jorge García           | [ 7 ]  |
| 2018 V edició dels Premis Platino   | Una mujer fantástica        | Soledad Salfate                           | [ 8 ]  |
| 2018 V edició dels Premis Platino   | La mujer del animal         | Etienne Boussac                           | [ 9 ]  |
| 2018 V edició dels Premis Platino   | Últimos días en La Habana   | Rodolfo Barros                            | [ 9 ]  |
| 2018 V edició dels Premis Platino   | Estiu 1993                  | Ana Pfaff, Dídac Palou                    | [ 9 ]  |
| 2018 V edició dels Premis Platino   | Zama                        | Miguel Schverdfinger, Karen Harley        | [ 9 ]  |
| 2019 VI edició dels Premis Platino  | El reino                    | Alberto del Campo                         | [ 10 ] |
| 2019 VI edició dels Premis Platino  | El Ángel                    | Guillermo Gatti                           | [ 11 ] |
| 2019 VI edició dels Premis Platino  | Pájaros de verano           | Miguel Schverdfinger                      | [ 11 ] |
| 2019 VI edició dels Premis Platino  | Roma                        | Alfonso Cuarón, Adam Gough                | [ 11 ] |

### 2020s
| Edició                               | Pel·lícula             | Direcció de muntatge                              | Ref.   |
| ------------------------------------ | ---------------------- | ------------------------------------------------- | ------ |
| 2020 VII edició dels Premis Platino  | Dolor y gloria         | Teresa Font Guiteras                              | [ 12 ] |
| 2020 VII edició dels Premis Platino  | Araña                  | Andrea Chignoli                                   | [ 13 ] |
| 2020 VII edició dels Premis Platino  | La odisea de los giles | Alejandro Carrillo Penovi                         | [ 13 ] |
| 2020 VII edició dels Premis Platino  | La trinchera infinita  | Laurent Dufreche, Raúl López                      | [ 13 ] |
| 2021 VIII edició dels Premis Platino | La Llorona             | Gustavo Matheu i Jayro Bustamante                 | [ 14 ] |
| 2021 VIII edició dels Premis Platino | Las niñas              | Sofía Escudé                                      |        |
| 2021 VIII edició dels Premis Platino | Ya no estoy aquí       | Yibrán Asuad and Fernando Frías de la Parra       |        |
| 2021 VIII edició dels Premis Platino | El olvido que seremos  | Marta Velasco                                     |        |
| 2022 IX edició dels Premis Platino   | 7 Prisioneiros         | Germano de Oliveira                               | [ 15 ] |
| 2022 IX edició dels Premis Platino   | Maixabel               | Nacho Ruiz Capillas                               | [ 16 ] |
| 2022 IX edició dels Premis Platino   | El buen patrón         | Vanessa Marimbert                                 | [ 16 ] |
| 2022 IX edició dels Premis Platino   | Los lobos              | Yordi Capó, Carlos Espinoza Benítez, Samuel Kishi | [ 16 ] |